# Al-Darbasiyah (nahija)
Nahija Al-Darbasiyah je nahija u okrugu Ras al-Ayn, u sirijskoj pokrajini Al-Hasakah. Po popisu iz 2004. (prije rata), nahija je imala 55.614 stanovnika. Administrativno sjedište je u naselju Al-Darbasiyah.